# Serge Lutens

Marchio della casa di moda Serge Lutens

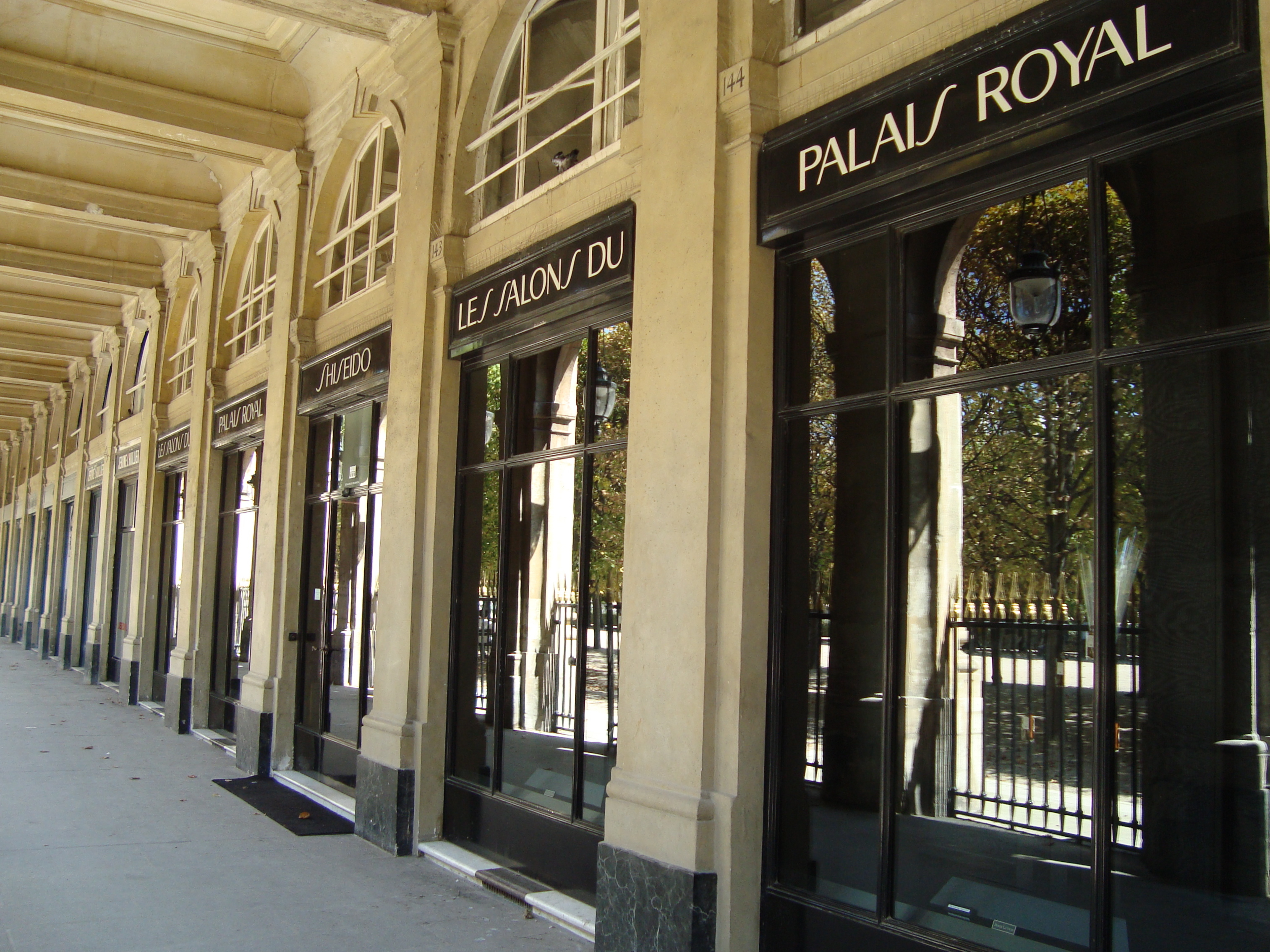
Negozio Serge Lutens A Parigi.

Serge Lutens (Lilla, 14 marzo 1942) è uno stilista, fotografo e profumiere francese.

## Biografia

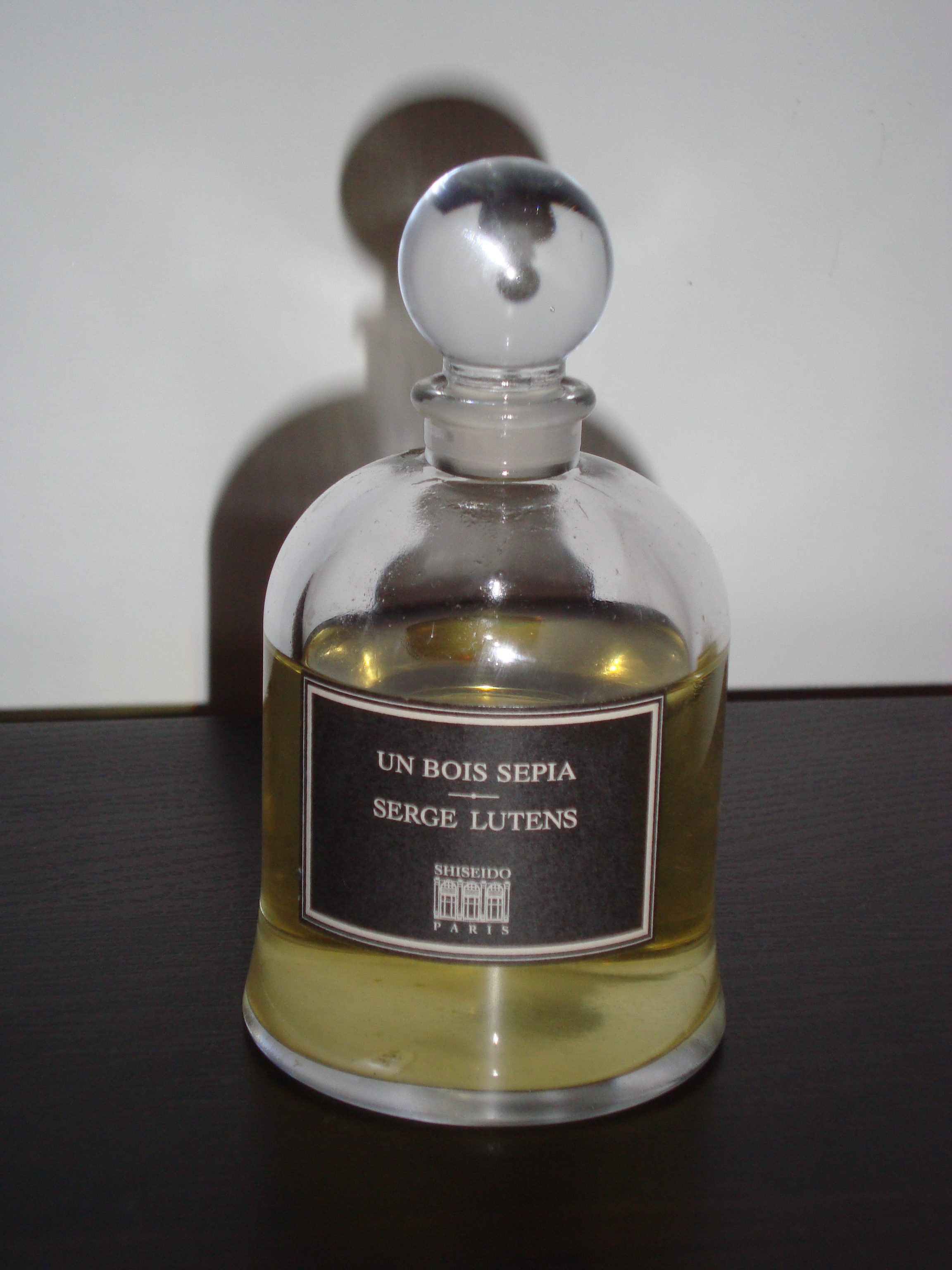
Profumo Un bois sepia

All'età di quattordici anni, Serge Lutens comincia il proprio apprendistato presso un prestigioso parrucchiere di Lille (Francia),  periodo che egli stesso descriverà come cruciale per la propria idea di bellezza. Nel 1962 si trasferisce a Parigi, dove viene assunto dalla rivista Vogue per creare make up ed acconciature, ed è in questo periodo che affianca grandi fotografi come Richard Avedon, Bob Richardson e Irving Penn. Nel 1967 Christian Dior commissiona a Lutens la realizzazione di una nuova linea di cosmetici, che Vogue statunitense definirà "rivoluzionaria" .
Nel 1973 una collezione di sue fotografie vengono esposte nel Guggenheim Museum di New York, ed in altri musei nel mondo. A metà anni settanta dirige due cortometraggi Les Stars (1974) e Suaire (1976), entrambi presentati al Festival di Cannes.Nel 1980 viene ingaggiato dalla Shiseido per far conoscere il nome del brand in tutto il mondo. Le sue campagne pubblicitarie per la Shiseido gli fanno ottenere due leoni d'oro nella sezione del festival di Venezia dedicata ad i cortometraggi pubblicitari.
Nel 1982 Lutens crea per la Shiseido il profumo Nombre Noir. Nel 1990 ottiene il gran premio all'International Art Film Festival, sponsorizzato dall'UNESCO. Nei primi anni novanta, realizza e disegna la celebre casa di profumi Les Salons du Palais Royal. Nel 2000, ha lanciato il proprio marchio di fragranze "Parfums-Beaute Serge Lutens". Per quattro anni consecutivi, dal 2001 al 2004 è stato premiato con il FiFi Award.
Nel 2007 il governo francese l'ha investito con il titolo di commandeur dell'Ordre des Arts et des Lettres.
Attualmente Serge Lutens vive a Marrakech in Marocco dove, attraverso la Fondazione che porta il suo nome, si occupa prevalentemente di arte.